# 后成说
在生物学中，后成说（英語：epigenesis），也称漸生說等，是指植物、动物和真菌以种子、卵子、孢子为起始，通过细胞分化和器官形成而经历一系列步骤形成成体的发育过程。亚里士多德在他的《动物的生殖》一书中首次发表了后成说。他提出了关于发育的两种假说，一种是生物体都是早已发育好而不断放大的，一种则是生物体不断从单一细胞扩增繁殖的后成说。德国生理学家卡斯帕尔·沃尔弗则将后成说理论化，以反对先成说的观点。沃尔弗利用经验指出动物和植物在胚胎发育前很少有预先生成的成分，还通过实验演示了不同发育中的生物部位影响下的器官分化。
尽管后成说在今天的基因时代似乎是一个显而易见的事实，但历史上有关生命起源的神创论阻碍了其被学界接受。生物学家之间进行了有关先成说和后成说的争论纵贯整个18世纪。胚胎学家卡斯帕尔·沃尔弗在1759年驳斥了先成说以支持后成说，但这并没有结束先成说的流行。18世纪晚期一场长期而有争议的辩论使得先成说逐步淡去其长期以来的影响。随着细胞学说在19世纪建立，先成说已经难以自圆其说，其中的重要一步则是在1840年代人们意识到蛋或卵子其实是单一而未分化的细胞。
遗传学（英語：genetic）的兴起使得生物是预先形成的观点再度流行，使得作为科学概念的后成说较少被提及，但自1942年康拉德·哈尔·沃丁顿提出表观遗传学（英語：epigenetic）以来，后成说的英语表达——缩小了其含义，开始专门指环境对于个体发育的遗传机制的改变和影响。